# فهرست‌های کشورها و قلمروها

## جمعیت‌شناسی
- جمعیت، جنسیت و فقر
  - فهرست کشورها بر پایه جمعیت
  - فهرست کشورها بر پایه جمعیت (سازمان ملل)
  - فهرست کشورها بر پایه تراکم جمعیت
  - فهرست کشورها بر پایه تراکم جمعیت واقعی (مبتنی بر ظرفیت روبه رشد مواد غذایی)
  - فهرست کشورها بر پایه جمعیت گذشته (سازمان ملل)
  - فهرست کشورها بر پایه جمعیت در:
    - ۱۹۰۰
    - ۱۹۰۷
    - ۲۰۰۰
    - ۲۰۱۰

  - فهرست کشورها بر پایه جمعیت گذشته و آینده
  - فهرست کشورها بر پایه جمعیت گذشته و آینده (سازمان ملل)
  - فهرست کشورها بر پایه آهنگ رشد جمعیت
  - فهرست کشورها بر پایه مهاجرت
  - فهرست کشورهای جهان بر پایه نسبت جنسی جمعیت
  - فهرست کشورها بر پایه درصد فقرا
- زندگی و سلامت
  - فهرست کشورها بر پایه میزان تولد
  - فهرست کشورها بر پایه نرخ مرگ و میر
  - فهرست کشورها و قلمروها بر پایه نرخ باروری
  - فهرست کشورها بر پایه جمعیت ساکنین خارجی
  - فهرست کشورها بر پایه خوشحالی
  - فهرست کشورها بر پایه میزان شیوع اچ آی وی/ایدز در بزرگسالان
  - فهرست کشورها بر پایه میزان قتل عمد
  - فهرست کشورها بر پایه نرخ مرگ و میر نوزادان
  - فهرست کشورها بر پایه امید به زندگی
  - فهرست کشورها بر پایه متوسط سن مردم
  - فهرست کشورها بر پایه میزان خودکشی
  - فهرست کشورها بر پایه جمعیت گرفتار سوءتغذیه
- فهرست کشورها بر پایه شاخص توسعه انسانی
  - فهرست کشورها بر پایه میزان باسوادی (شاخص باسوادی بالغین)
  - شاخص آموزش
  - شاخص توسعه انسانی
- دین
  - فهرست کشورها بر پایه جمعیت مسیحیان
  - فهرست کشورها بر پایه جمعیت مسلمان
  - فهرست کشورها بر پایه جمعیت هندوها
  - فهرست کشورها بر پایه جمعیت بودایی‌ها
  - فهرست کشورها بر پایه جمعیت یهودی‌ها
  - فهرست کشورها بر پایه جمعیت سیک‌ها
  - فهرست کشورها بر پایه جمعیت باورمندان به مذهب احمدیه
  - فهرست کشورها بر پایه جمعیت بی‌دین‌ها
- زبان
  - فهرست کشورها بر پایه زبان محاوره
  - فهرست کشورها بر پایه جمعیت انگلیسی‌زبان
  - فهرست کشورها بر پایه رسمیت زبان عربی
  - فهرست کشورهای انگلیسی‌زبان
  - فهرست کشورهای فرانسوی‌زبان
  - فهرست کشورها بر پایه رسمیت زبان پرتغالی
  - فهرست کشورها بر پایه رسمیت زبان روسی
  - فهرست کشورها بر پایه رسمیت زبان اسپانیایی
- فهرست کشورها بر پایه شهرنشینی

## اقتصاد
- شاخص آسانی انجام کسب‌وکار
- فهرست کشورها بر پایه نرخ بهره بانک مرکزی
- فهرست کشورها بر پایه توازن حساب جاری
- فهرست توزیع ثروت کشورها
- فهرست کشورها بر پایه آزادی اقتصادی
- فهرست کشورها بر پایه میزان اشتغال
- فهرست کشورها بر پایه صادرات
- فهرست کشورها بر پایه بدهی خارجی
- فهرست کشورها بر پایه ذخایر ارزهای خارجی
- فهرست کشورها بر پایه استفاده از آب
- فهرست کشورها بر پایه واردات
- فهرست کشورها بر پایه برابری درآمد
- فهرست کشورها بر پایه شمار کاربران اینترنت پرسرعت
- فهرست کشورها بر پایه تعداد هاست‌های اینترنت
- فهرست کشورها بر پایه شمار کاربران اینترنت
- فهرست کشورها بر پایه میزان دریافت کمک‌های رسمی برای توسعه
- فهرست کشورها بر پایه میزان بدهی عمومی
- فهرست کشورها بر پایه هزینه تحقیق و توسعه
- فهرست کشورها بر پایه میزان بیکاری
- فهرست بزرگ‌ترین بازارهای مصرف
- فهرست حداقل دستمزد کشورهای مختلف جهان
- فهرست کشورها بر پایه کمک‌های بلاعوض

### تولید ناخالص داخلی
ارزش کالاها و خدماتی که در یک کشور تولید می‌شوند:
- فهرست کشورها بر پایه تولید ناخالص داخلی (برابری قدرت خرید)
  - فهرست کشورها بر پایه سرانه تولید ناخالص داخلی (برابری قدرت خرید)
  - فهرست مناطق بر پایه تولید ناخالص داخلی در گذشته (برابری قدرت خرید)
    - فهرست مناطق بر پایه سرانه تولید ناخالص داخلی در گذشته (برابری قدرت خرید)

  - فهرست کشورها بر پایه سرانه هزینه مصرف نهایی خانوار
  - فهرست کشورها بر پایه تولید ناخالص داخلی (برابری قدرت خرید) به ازای هر ساعت کار
  - فهرست کشورها بر پایه تولید ناخالص داخلی (برابری قدرت خرید) به ازای هر نیروی کار
  - فهرست کشورها بر پایه بیشترین تولید ناخالص داخلی در گذشته
- فهرست کشورها بر پایه تولید ناخالص داخلی
  - فهرست کشورها بر پایه سرانه تولید ناخالص داخلی (اسمی)
  - فهرست کشورها بر پایه تولید ناخالص داخلی (اسمی) در گذشته و پیش‌بینی آینده
  - فهرست کشورها بر پایه سرانه تولید ناخالص داخلی (اسمی) در گذشته و پیش‌بینی آینده
  - فهرست کشورها بر پایه ترکیب‌بندی تولید ناخالص داخلی
- فهرست کشورها بر پایه آهنگ رشد واقعی تولید ناخالص داخلی (آخرین سال)
  - فهرست کشورهای آفریقایی بر پایه آهنگ رشد واقعی تولید ناخالص داخلی
  - فهرست کشورهای آسیایی بر پایه آهنگ رشد واقعی تولید ناخالص داخلی
  - فهرست کشورهای اتحادیه اروپا بر پایه آهنگ رشد واقعی تولید ناخالص داخلی
  - فهرست کشورهای اروپایی بر پایه آهنگ رشد واقعی تولید ناخالص داخلی
  - فهرست کشورهای آمریکای لاتین و حوزه کارائیب بر پایه آهنگ رشد واقعی تولید ناخالص داخلی
  - فهرست کشورهای اقیانوسیه بر پایه آهنگ رشد واقعی تولید ناخالص داخلی
  - فهرست کشورها بر پایه آهنگ رشد واقعی سرانه تولید ناخالص داخلی
  - فهرست کشورها بر پایه آهنگ رشد تولید ناخالص داخلی از ۱۹۸۰ تا ۲۰۱۰
  - فهرست کشورها بر پایه آهنگ رشد تولیدات صنعتی
- درآمد ناخالص ملی
  - فهرست کشورها بر پایه سرانه درآمد ناخالص ملی (برابری قدرت خرید)
  - فهرست کشورها بر پایه سرانه درآمد ناخالص ملی (اسمی)

### تولید صنعتی
- فهرست کشورها بر پایه تولید سیمان
- فهرست کشورها بر پایه تولید خودرو
- فهرست کشورها بر پایه کشتی‌سازی
- فهرست کشورها بر پایه تولید فولاد

### کشاورزی
- صنعت ماهیگیری بر پایه کشور
- تولید گندم کشورها
- آمار استفاده کشورها از زمین
- فهرست کشورها بر پایه تولید سیب
- فهرست کشورها بر پایه کالری دریافتی در رژیم غذایی
- فهرست کشورها بر پایه مساحت آبیاری
- فهرست کشورها بر پایه تولید شراب

## محیط زیست
- فهرست کشورها بر پایه تولید دی اکسید کربن
- فهرست کشورها بر پایه سرانه تولید کربن دی‌اکسید
- فهرست کشورها بر پایه مصرف سرانه انرژی
- فهرست کشورها بر پایه میزان برق‌رسانی
- فهرست کشورها بر پایه مصرف برق
- فهرست کشورها بر پایه تولید برق از منابع تجدیدپذیر
- فهرست کشورها بر پایه تولید و مصرف انرژی
- فهرست کشورها بر پایه سرانه انتشار گازهای گلخانه‌ای
- فهرست کشورها بر پایه نسبت تولید ناخالص داخلی به دی اکسید کربن
- فهرست کشورها بر پایه بیشترین حجم تولید برق از آب
- فهرست کشورها بر پایه نیروگاه‌های بادی

## جغرافیا
- فهرست کشورها و مناطق بر پایه پهناوری
- فهرست کشورها بر پایه مساحت جنگل‌ها
- فهرست کشورها بر پایه درازای خط ساحلی
- فهرست کشورها بر پایه مجموع منابع تجدیدپذیر آب
- فهرست کشورهای فاقد رودخانه
- فهرست کشورها و قلمروها بر پایه قاره
- فهرست کشورهای جهان بر پایه بلندترین نقطه
- فهرست کشورهای جهان بر پایه پست‌ترین نقطه
- فهرست کشورها بر پایه شمالی‌ترین نقطه
- فهرست کشورها بر پایه جنوبی‌ترین نقطه
- فهرست کشورها بر پایه شرقی‌ترین نقطه
- فهرست کشورها بر پایه غربی‌ترین نقطه
- فهرست کشورها بر پایه مناطق انحصاری اقتصادی
- فهرست کشورهای جزیره‌ای
- فهرست کشورهای تک‌همسایه
- فهرست کشورها و قلمروها بر پایه مرز خاکی
- فهرست کشورهای محصور در خشکی

## حقوق بشر
- فهرست کشورها بر پایه آزادی دینی
- فهرست کشورها بر پایه آزادی بیان
  - قانون کفرگویی
  - فهرست کشورها بر پایه سانسور
  - فهرست کشورها بر پایه سانسور و جاسوسی اینترنتی
- فهرست کشورها بر پایه حقوق بشر
- فهرست کشورها بر پایه قوانین ضد انکار هولوکاست
- فهرست کشورها بر پایه حقوق دگرباشان